# Dev-C++
Dev-C++ интегрисано развојно окружење које омогућава програмирање у програмским језицима C и C++. Створен је у програмском језику Делфи и објављен је под ГНУ-овом општом јавном лиценцом.